# MSV Duisburg
Az MSV Duisburg, teljes nevén Meidericher Spielverein 02 e. V. Duisburg német sportegyesület Duisburgban. Az 1902-ben alapított klubnak körülbelül 6800 tagja van, és az ismert labdarúgó-szakosztályon kívül kézilabda, jégkorong, atlétika, tenisz, röplabda, dzsúdó, torna és sakk szakosztályokkal működik.
Az egyesület színei a kék-fehér. A csíkos mezek miatt a csapatot zebrák becenévvel illetik.
1963-ban bekerültek az első osztályba, ahol váltakozó sikerrel szerepeltek. Az 1980-as és 90-es években visszakerültek a másod- illetve harmadosztályba, de több ízben sikerült visszajutniuk az első osztályba. A labdarúgócsapat hosszú pályafutása alatt soha nem nyert semmit, leszámítva a német amatőrbajnokságot 1987-ben.
A csapat a nemrégiben felújított 31.500 fős Wedau MSV-Arénában játszik.
A Zebrák mezében legtöbb pályáralépéssel a német Bernard Dietz büszkélkedhet, aki 442 alkalommal szerepelt az együttes mérkőzésein.
A legtöbb gólt szerző játékos a kék-fehérek történelmében Ronnie Worm volt, aki 97 alkalommal zörgette meg az ellenfelek hálóit.
A Duisburg játékosa volt az 1989/90-es idénytől három éven keresztül a Rába ETO kétszeres magyar bajnok csatára, a 37-szeres magyar válogatott Hajszán Gyula.

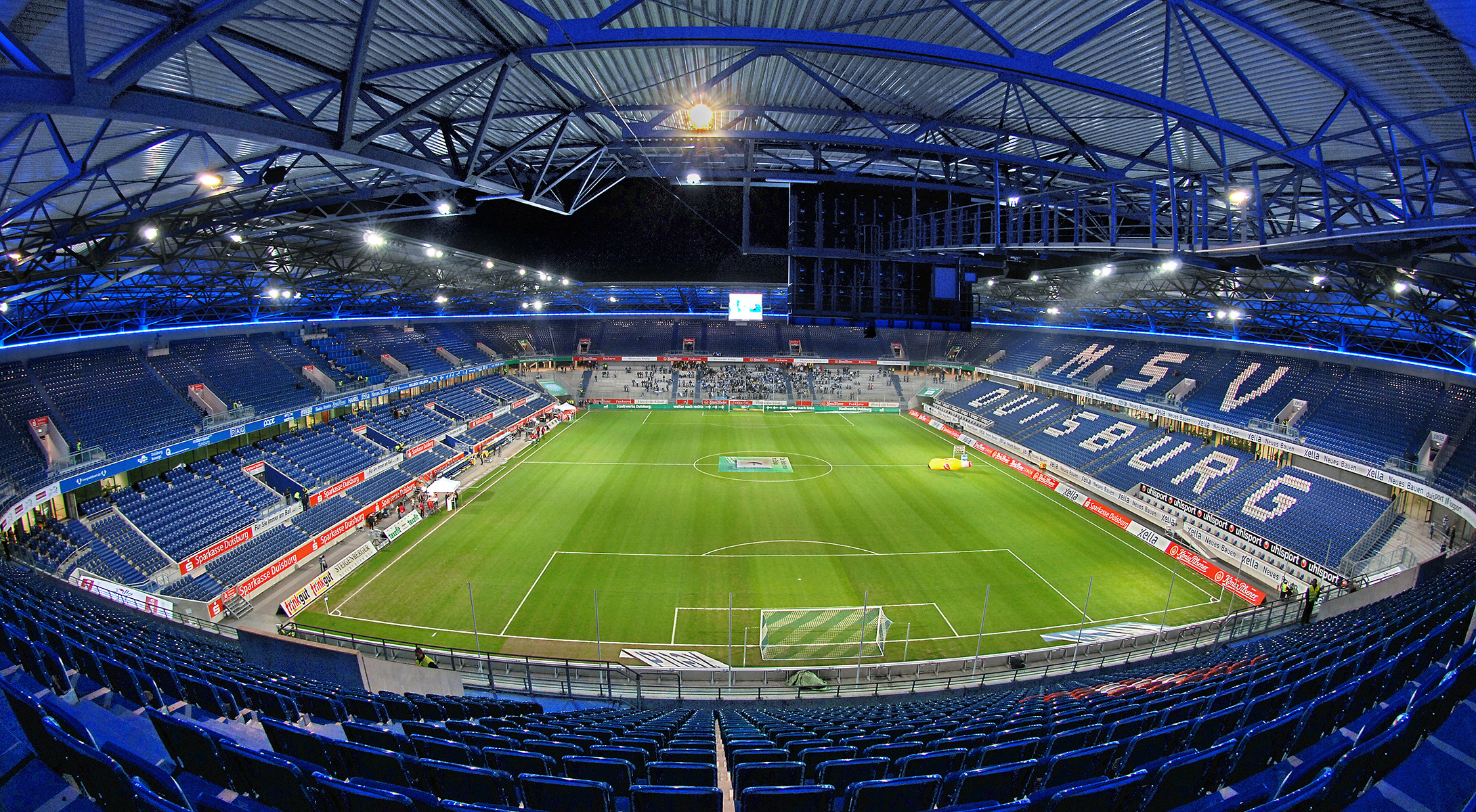

## Sikerek

### Nemzeti
- Bundesliga (I.) ezüstérmes: 1964
- 3. Liga (III.) bajnok: 2016–2017
- Német kupa ezüstérmes: 1966, 1975, 1998, 2011
- 2. Oberliga West (II.) bajnok: 1951
- Oberliga Nordrhein (III.) bajnok: 1988, 1989

### Nemzetközi
- UEFA-kupa elődöntős: 1979
- UEFA Intertotó-kupa döntős: 1997

## Jelenlegi keret
2018-2019-es szezon szerint
| #  |     | Poszt | Név                 |
| -- | --- | ----- | ------------------- |
| 27 | GER | K     | Daniel Mesenhöler   |
| 1  | GER | K     | Daniel Davari       |
| 22 | GER | K     | Jonas Brendick      |
| 6  | GER | V     | Gerrit Nauber (c)   |
| 4  | GER | V     | Dustin Bomheuer     |
| 19 | GER | V     | Sebastian Neumann   |
| 18 | GER | V     | Thomas Blomeyer     |
| 17 | GER | V     | Kevin Wolze         |
| 2  | KOR | V     | Young-jae Seo       |
| 8  | GER | V     | Migel-Max Schmeling |
| 7  | GER | V     | Andreas Wiegel      |
| 23 | GER | V     | Yanni Regasel       |

| #  |     | Poszt | Név                  |
| -- | --- | ----- | -------------------- |
| 3  | GER | V     | Enis Hajri           |
| 16 | GER | KP    | Lukas Fröde          |
| 14 | GER | KP    | Tim Albutat          |
| 10 | GER | KP    | Fabian Schnellhardt  |
| 21 | AUT | KP    | Christian Gartner    |
| 13 | GER | KP    | Lukas Daschner       |
| 33 | GER | KP    | Moritz Stoppelkamp   |
| 36 | USA | KP    | Joseph-Claude Gyau   |
| 20 | GER | KP    | Cauly                |
| 9  | GER | KP    | Ahmet Engin          |
| 24 | UKR | CS    | Boris Tashchy        |
| 15 | NED | CS    | John Verhoek         |
| 11 | GER | CS    | Stanislav Iljuchenko |